# Bashir Abdi
Bashir Abdi, född 20 februari 1989, är en belgisk långdistanslöpare.
Abdi tävlade i två grenar för Belgien vid olympiska sommarspelen 2016 i Rio de Janeiro. Han slutade på 20:e plats på 10 000 meter och blev utslagen i försöksheatet på 5 000 meter. 2018 tog han EM-silver på 10 000 meter, vid tävlingarna i Berlin. Sedan Diamond League-tävlingarna i Bryssel den 4 september 2020 är han världsrekordhållare på 20 000 meter. Vid OS 2024 tog han silver på maraton.